# Hornsund
Hornsund er en fjord på vestsiden af Syd-Spitsbergen, mellem Wedel Jarlsberg Land i nord og Sørkapp Land mod syd, på Svalbard. Fjorden er 25–30 km lang, 12–15 km bred og ca. 260 m dyb. Hornsund er en uregelmæssig fjord med flere fjordarme, og disse er (med uret fra nord mod øst): Vestre og Austre Burgerbukta, Adriabukta, Brepollen, Samarinvågen og Gåshamna.
Hornsund er et vigtigt område for isbjørne, og det vigtigste træk for isbjørne mellem Storfjorden og Vest-Spitsbergen går her.
Den eneste bebyggelse i området er en polsk forskningsstation i Isbjørnhavn fra 1957 beliggende ved udløbet af Hornsund. Ved stationen var der tidligere op til 25-30 beboere, men i dag (2008) bor der 12 fastboende polske forskere her. Her blev 1. februar 1990 oprettet et norsk postkontor, 9177 Hornsund. Postkontoret blev nedlagt 20. september 2002.
I området omkring Hornsund findes en række kulturminder. I Gåshamna har der været udgravninger i et hvalfangstanlæg fra 1600-tallet.